# Jüdischer Friedhof (Holzfeld)

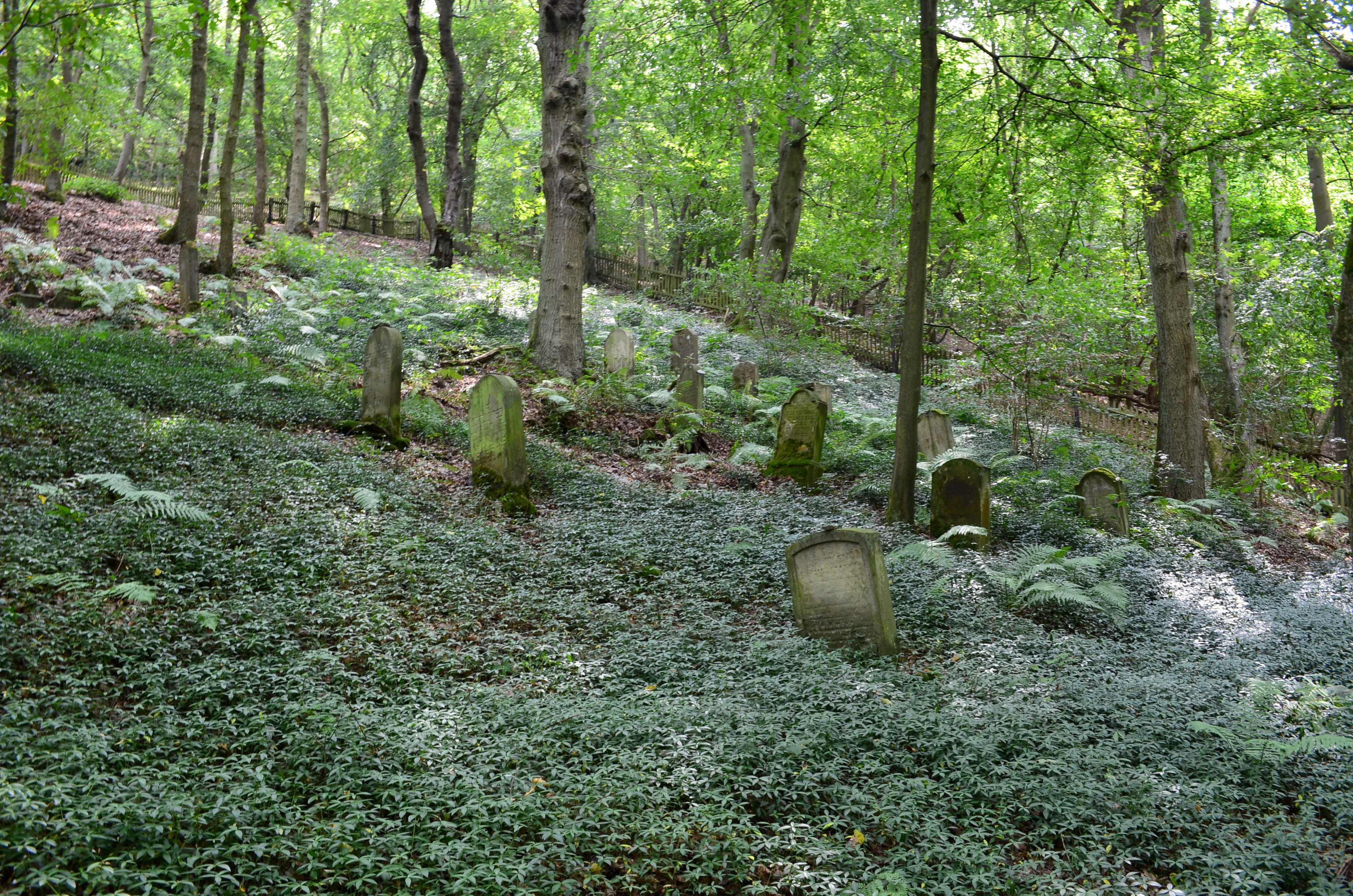
Jüdischer Friedhof in Holzfeld

Der Jüdische Friedhof Holzfeld ist eine Begräbnisstätte der Juden  im Ortsbezirk Holzfeld von Boppard (Rhein-Hunsrück-Kreis, Rheinland-Pfalz). Er ist ein Kulturdenkmal. 
Auf dem Friedhof, der Untern Budbach im Distrikt Kellerchen liegt, befinden sich 15 Grabsteine aus der Zeit von 1847 bis 1924. Zwei Familien aus Hirzenach hatten den Friedhof erworben und um 1900 als Eigentum der dortigen israelitischen Kultusgemeinde eintragen lassen.